# 12491 Мушенбрук
12491 Мушенбрук (12491 Musschenbroek) — астероїд головного поясу, відкритий 3 травня 1997 року.
Тіссеранів параметр щодо Юпітера — 3,284.